# 楚波峰
46°22′6″N 9°55′52″E / 46.36833°N 9.93111°E

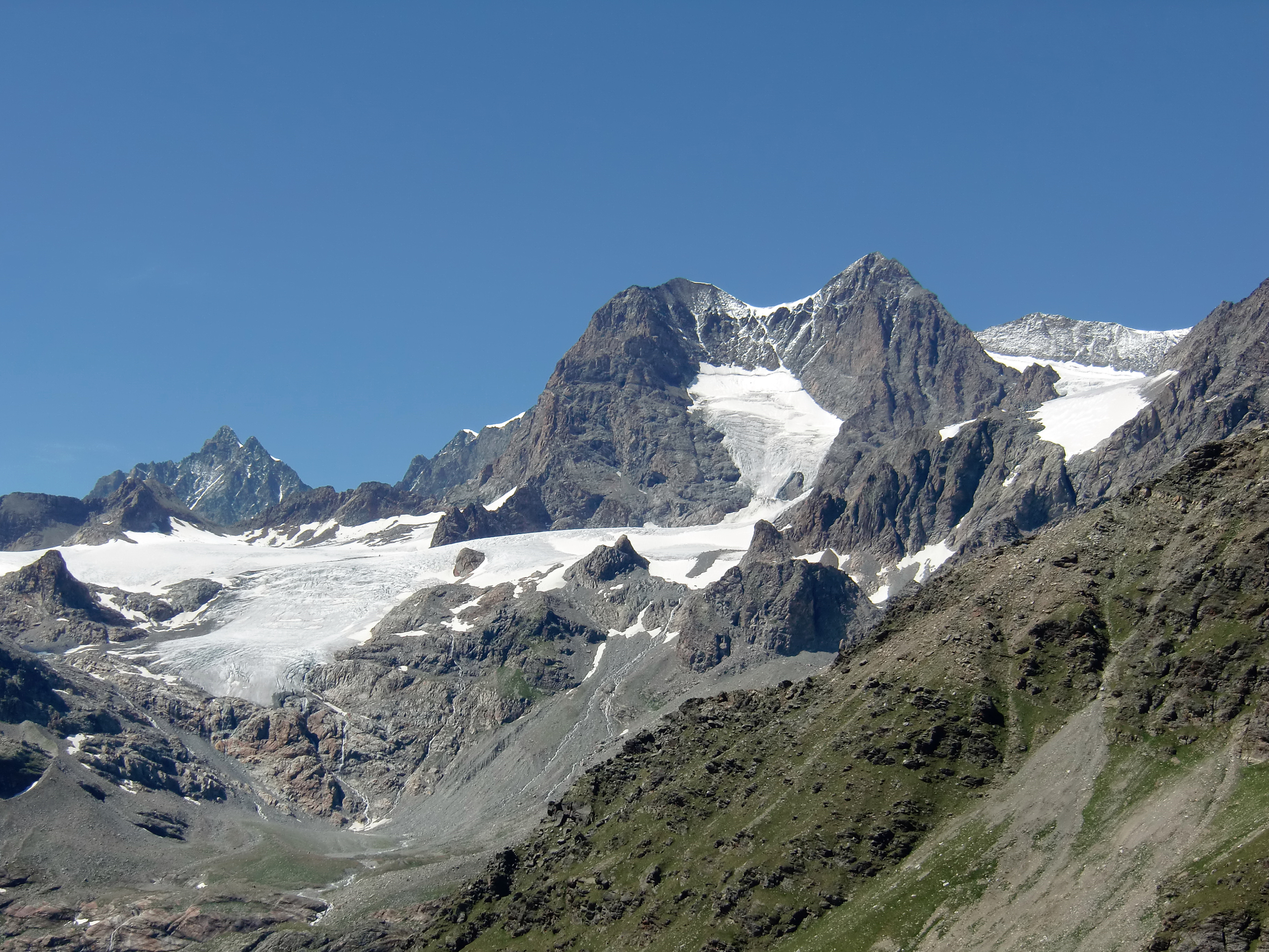

楚波峰（義大利語：Pizzo Zupò），是南歐的山峰，位於瑞士和意大利接壤的邊境，屬於貝爾尼納山脈的一部分，距離贝尔尼纳峰2.3公里，海拔高度3,996米，人類首次在1863年7月9日首次登頂。